# Арсењев (град)
Арсењев (рус. Арсеньев) град је у Русији у Приморском крају. Према попису становништва из 2010. у граду је живело 56.742 становника. Назван је по руском путнику и писцу, истраживачу усурског краја Владимиру Арсењеву.

## Становништво
Према прелиминарним подацима са пописа, у граду је 2010. живело 56.742 становника, 6.154 (9,78%) мање него 2002.
| 1939.  | 1959.  | 1970.  | 1979.  | 1989.  | 2002.  | 2010.  |
| ------ | ------ | ------ | ------ | ------ | ------ | ------ |
| 10.746 | 26.308 | 47.273 | 60.097 | 70.032 | 62.896 | 56.750 |